# Тоса (княжество)
Тоса (яп. 土佐藩 тоса-хан) — феодальное княжество (хан) в Японии периода Эдо (1603—1867), в провинции Тоса региона Сикоку.

Камон рода Ямаути

Административный центр княжества — замок Коти посёлка Коти (современный город Коти префектуры Коти). Доход княжества: 242 000 коку.
Княжество управлялось родом Ямаути, принадлежавшим к тодзама и имевшим статус правителя провинции (国主). Главы рода имели право присутствовать в большом зале аудиенций сёгуна.
Дочерние ханы: Накамура и Тоса-Синдэн. Княжество было ликвидировано в 1871 году.

## Правители
| №  | Имя             | Имя      | Годы      | Ранг, титул            | Примечания                   |
| -- | --------------- | -------- | --------- | ---------------------- | ---------------------------- |
| 1  | Ямаути Кадзутоё | 山内一豊 | 1601—1605 | 従四位下 土佐守 侍従   | Второй сын Ямаути Моритоё    |
| 2  | Ямаути Тадаёси  | 山内忠義 | 1605—1656 | 従四位下 土佐守 侍従   | Старший сын Ямаути Ясутоё    |
| 3  | Ямаути Тадатоё  | 山内忠豊 | 1656—1669 | 従四位下 対馬守 侍従   | Старший сын Ямаути Тадаёси   |
| 4  | Ямаути Тоёмаса  | 山内豊昌 | 1669—1700 | 従四位下 土佐守 侍従   | Старший сын Ямаути Тадатоё   |
| 5  | Ямаути Тоёфуса  | 山内豊昌 | 1700—1706 | 従四位下 土佐守 侍従   | Старший сын Ямаути Кацутоси  |
| 6  | Ямаути Тоётака  | 山内豊隆 | 1706—1720 | 従四位下 土佐守 侍従   | Второй сын Ямаути Кацутоси   |
| 7  | Ямаути Тоёцунэ  | 山内豊常 | 1720—1725 | 従四位下 土佐守 侍従   | Второй сын Ямаути Тоётаки    |
| 8  | Ямаути Тоёнобу  | 山内豊敷 | 1725—1767 | 従四位下 土佐守 侍従   | Старший сын Ямаути Норисигэ  |
| 9  | Ямаути Тоётика  | 山内豊雍 | 1768—1789 | 従四位下 土佐守 侍従   | Четвёртый сын Ямаути Тоёнобу |
| 10 | Ямаути Тоёкадзу | 山内豊策 | 1789—1808 | 従四位下 土佐守 侍従   | Старший сын Ямаути Тоётики   |
| 11 | Ямаути Тоёоки   | 山内豊興 | 1808—1809 | 従四位下 土佐守 侍従   | Старший сын Ямаути Тоёкадзу  |
| 12 | Ямаути Тоёсукэ  | 山内豊資 | 1809—1843 | 従四位下 土佐守 少将   | Второй сын Ямаути Тоёкадзу   |
| 13 | Ямаути Тоётэру  | 山内豊熈 | 1843—1848 | 従四位下 土佐守 少将   | Старший сын Ямаути Тоёсукэ   |
| 14 | Ямаути Тоёацу   | 山内豊惇 | 1848      | —                      | Второй сын Ямаути Тоёсукэ    |
| 15 | Ямаути Тоёсигэ  | 山内豊信 | 1849—1859 | 従四位下 土佐守 侍従   | Старший сын Ямаути Тоёакиры  |
| 16 | Ямаути Тоёнори  | 山内豊範 | 1859—1871 | 従四位下 土佐守 左少将 | Шестой сын Ямаути Тоёсукэ    |

## Главы рода Ямаути
- Ямаути Тоёнори (1846—1886), 16-й глава рода Ямаути (1859—1886), 1-й маркиз Ямаути (1884—1886).
- Ямаути Тоёкаге (1875—1957), старший сын Ямаути Тоёнори, 17-й глава рода Ямаути (1886—1957), 2-й маркиз Ямаути (1886—1947).
- Ямаути Тоёаки (1912—2003), старший сын Ямаути Тоёсизу 1-го барона Ямаути, внук Ямаути Тоёнори 1-го маркиза Ямаути, 18-й глава рода Ямаути (1957—2003).
- Ямаути Тоёкото (род. 1940), старший сын Ямаути Тоёаки 18-го главы рода Ямаути, 19-й глава рода Ямаути (с 2003).